# Mühlbeck Károly
Mühlbeck Károly, Mülbeck (Nagysurány, 1869. április 2. – Sashalom, 1943. március 1.) festőművész, grafikus, karikaturista.

## Pályafutása

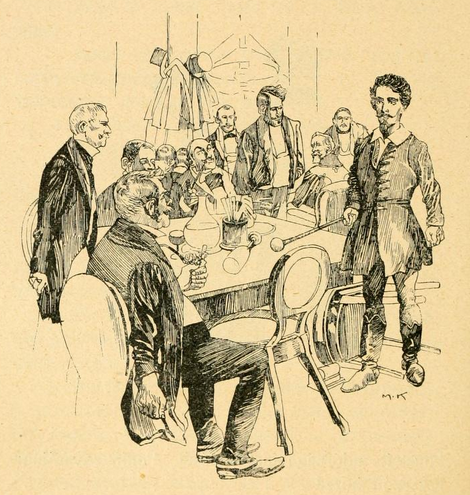
Petőfi Nagykárolyban - Mühlbeck Károly rajza (Baróti Lajos: Petőfi adomák, Bp, 1908. 70. old.)

Mühlbeck György és Bartal Mária fia. Budapesten végzett művészeti tanulmányokat. Művészeti és közéleti lapoknál dolgozott, és ifjúsági műveket illusztrált (Az Én Újságom, Magyar Lányok, Mackó-könyvek), amelyek meghozták számára a népszerűséget. Több humoros, szatirikus rajzot is készített, melyek az Új Idők, Borsszem Jankó c. lapokban és Gárdonyi Géza Göre-könyveiben jelentek meg. Akvarelljeit többször kiállította, melyeket a népéletről és a pásztoréletről készítette. Grafikáit a Magyar Nemzeti Galéria őrzi, több munkája megtalálható a Petőfi Irodalmi Múzeumban.

## Családja
Felesége Csintsa Klotild Rozália volt, akit 1908. május 27-én Cinkotán vett nőül.
Gyermekei
- Mühlbeck Sarolta (1909–1983). Férje dr. Poók György, fiúgyermekük: Pók Tamás. Akinek gyermekei: Pók Zsuzsanna és Pók Mónika.
- Mühlbeck Károly (1910–?).